# Moyosi prativaga
Moyosi prativaga är en spindelart som först beskrevs av Eugen von Keyserling 1886.  Moyosi prativaga ingår i släktet Moyosi och familjen täckvävarspindlar. Inga underarter finns listade i Catalogue of Life.